# Засідка на перевалі Сімаррон
Засідка на перевалі Сімаррон (англ. Ambush at Cimarron Pass) — американський вестерн 1958 року режисера Джоді Коуплана.

## Сюжет
Часи Дикого Заходу. Переселенці з інших країн освоюють нові землі Америки. Неминуче відбуваються сутички з місцевим населенням. Один з таких конфліктів відбувається неподалік від перевалу Сімаррон. Індіанці нападають на військовий патруль і майже повністю знищують його. Уцілілі намагаються дістатися до місця призначення, однак індіанці не збираються давати їм спокій. Справа в тому, що військові везуть цінний для цих місць вантаж — партію новеньких гвинтівок. Індіанці переслідують тих, хто вижив, сподіваючись захопити вогнепальну зброю для потреб племені. Військові, що вижили, об'єднують сили з декількома ковбоями і вирішують дати запеклий бій противнику, який перевершує числом. Але союз білих неміцний — волелюбні ковбої недолюблюють вимуштрувану солдатню.

## У ролях
| Актор         | Роль                 |
| ------------- | -------------------- |
| Скотт Брейді  | сержант Метт Блейк   |
| Марджіа Дін   | Тереза Сантос        |
| Клінт Іствуд  | Кіт Вільямс          |
| Ірвінг Бейкон | суддя Стенфілд       |
| Френк Герстл  | капітан Сем Прескотт |
| Рей Бойл      | Джонні Віллоус       |
| Бейнес Баррон | Корбін               |
| Вільям Вон    | Генрі                |
| Кен Майер     | капрал Швітцер       |
| Джон Дамлер   | рядовий Зач          |
| Кіт Річардс   | рядовий Ласкі        |
| Джон Фредерік | рядовий Натан        |